# Atelier
Een atelier is een werkplaats, in het bijzonder die van een beeldend kunstenaar (schilder, tekenaar, fotograaf, beeldhouwer).
Een specifieke voorwaarde voor het atelier van een schilder is een niet-wijzigende daglichttoetreding van constante kwaliteit. Daarom is een schildersatelier gewoonlijk voorzien van een raampartij op het noorden om te voorkomen dat er zonlicht in de ruimte valt. Spreekt men van atelierramen, dan bedoelt men hoge ramen op het noorden. Door rechtstreeks zonlicht ontstaan te sterke slagschaduwen, te grote verschillen in intensiteit en kleurtemperatuur van het licht bij wisselende bewolking en, door het draaien van de aarde, een voortdurend veranderende hoek van lichtinval. Bij een atelier is ook de hoogte van belang. Een zware atelierezel heeft, bij staand werken, een uitloop van bijna 3 meter.
Een ideaal atelier heeft ruimte en veel daglicht. Daarom wordt het traditionele atelier vaak ingericht op de zolder van gebouwen, waar met enkele ingrepen grote vensters zijn te maken. Ateliers worden ook wel ingericht in voormalige schoollokalen en fabriekshallen die goede daklichten hebben.
Het vinden van een geschikt atelier kan voor kunstenaars een probleem zijn omdat er over het algemeen te weinig betaalbare ruimtes zijn. Grote gemeenten proberen hier soms wat aan te doen door speciale 'atelierwoningen' te bouwen. In Amsterdam is sprake van een zogenaamd 'broedplaatsenbeleid', waarmee men het aanbod van betaalbare werklocaties voor kunstenaars wil vergroten. In de provincie Gelderland is de SLAK (Stichting Leniging Ateliernood Kunstenaars) actief (gevestigd te Arnhem), een van de grootste en bekendste atelierstichtingen in Nederland. Gebouwen die anders leeg zouden staan worden door de SLAK op tijdelijke basis aan kunstenaars verhuurd. Daarnaast houdt deze stichting het thema 'op de agenda' en is zij (in samenwerking met woningbouworganisaties) nauw betrokken bij nieuwbouwprojecten.
Het woord 'atelier' wordt ook soms gebruikt voor een ruimte waar kunstwerken tentoongesteld en verkocht worden door de kunstenaar zelf, maar in de meeste gevallen wordt een kunsthandel een 'galerie' genoemd.

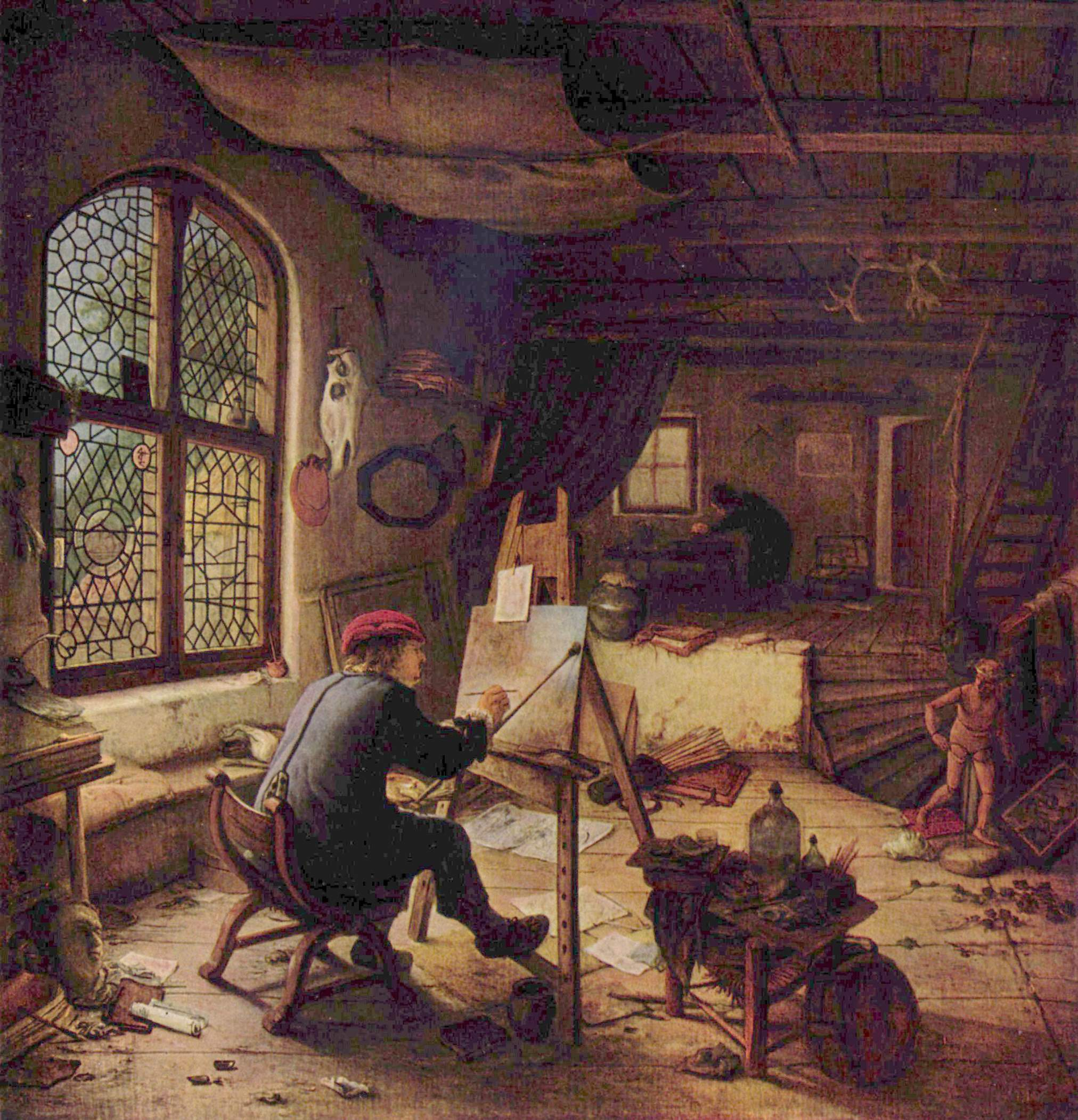
Zelfportret van Adriaen van Ostade in zijn atelier, 1663
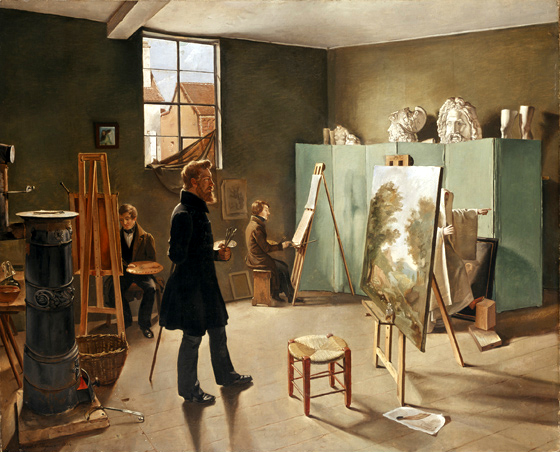
Ferdinand Tellgmann, Im Atelier, 1834
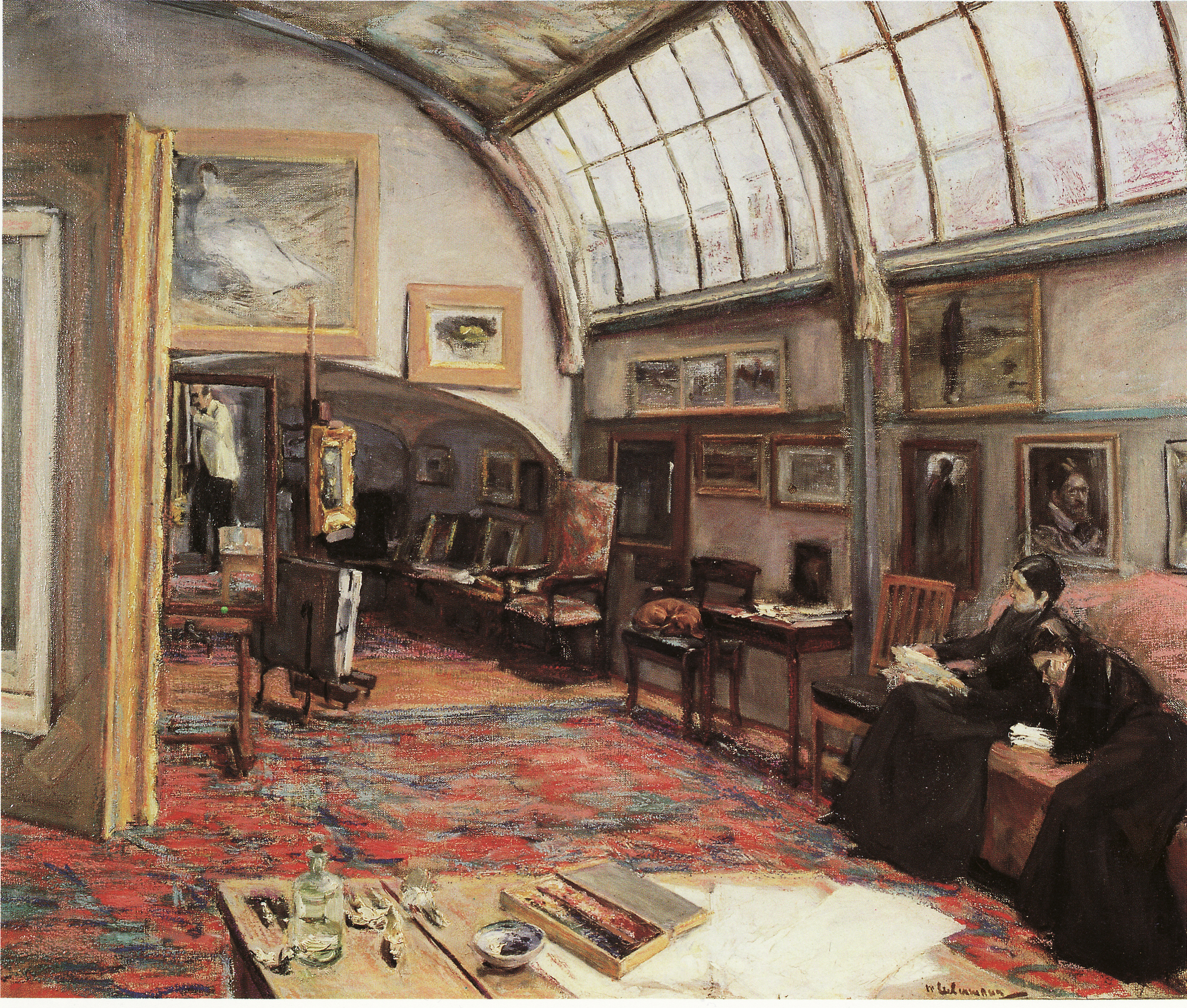
Max Liebermann, Das Atelier des Künstlers, 1902
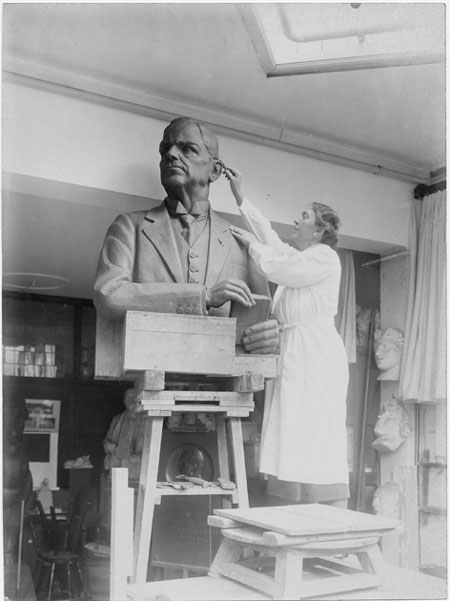
Beeldhouwster Gra Rueb in haar atelier, 1940
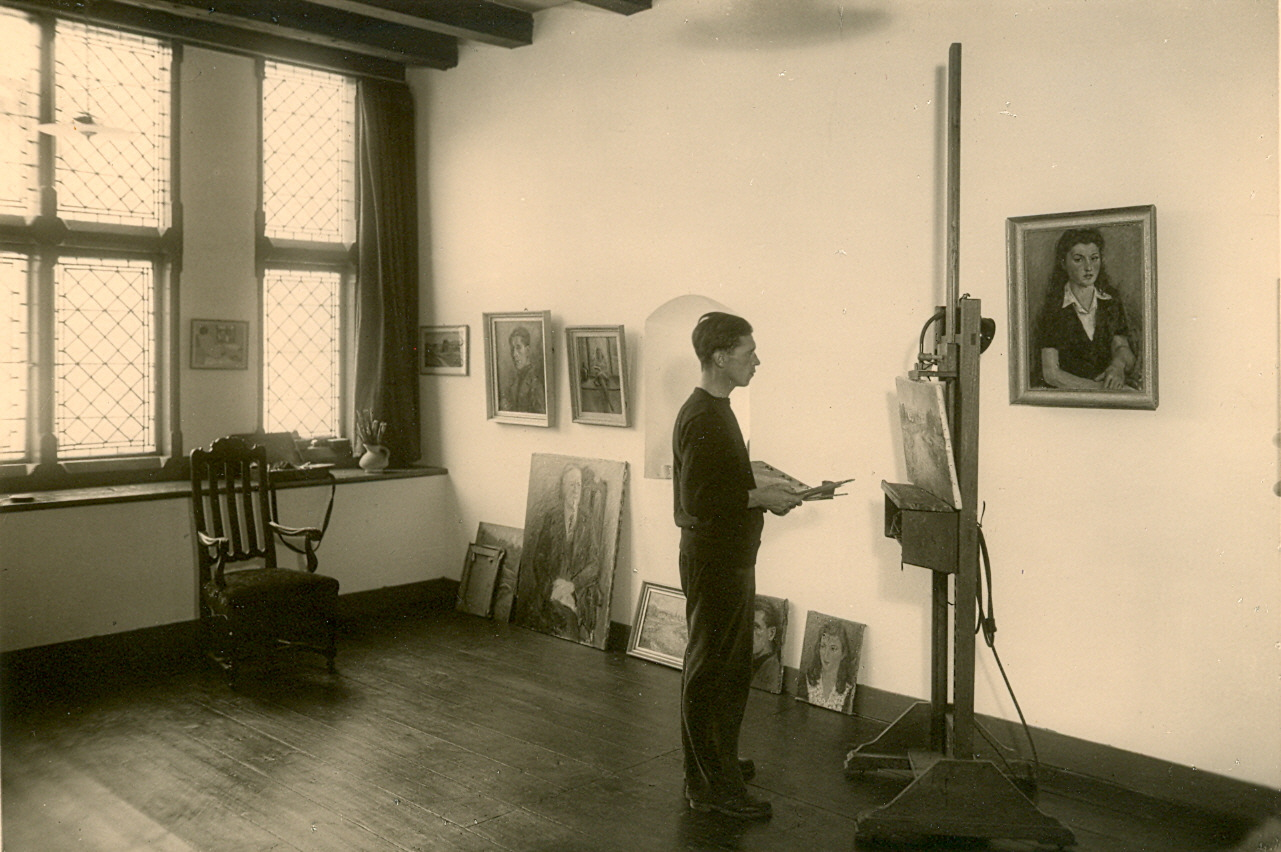
Atelier van Jef Schipper in Maastricht, 1947
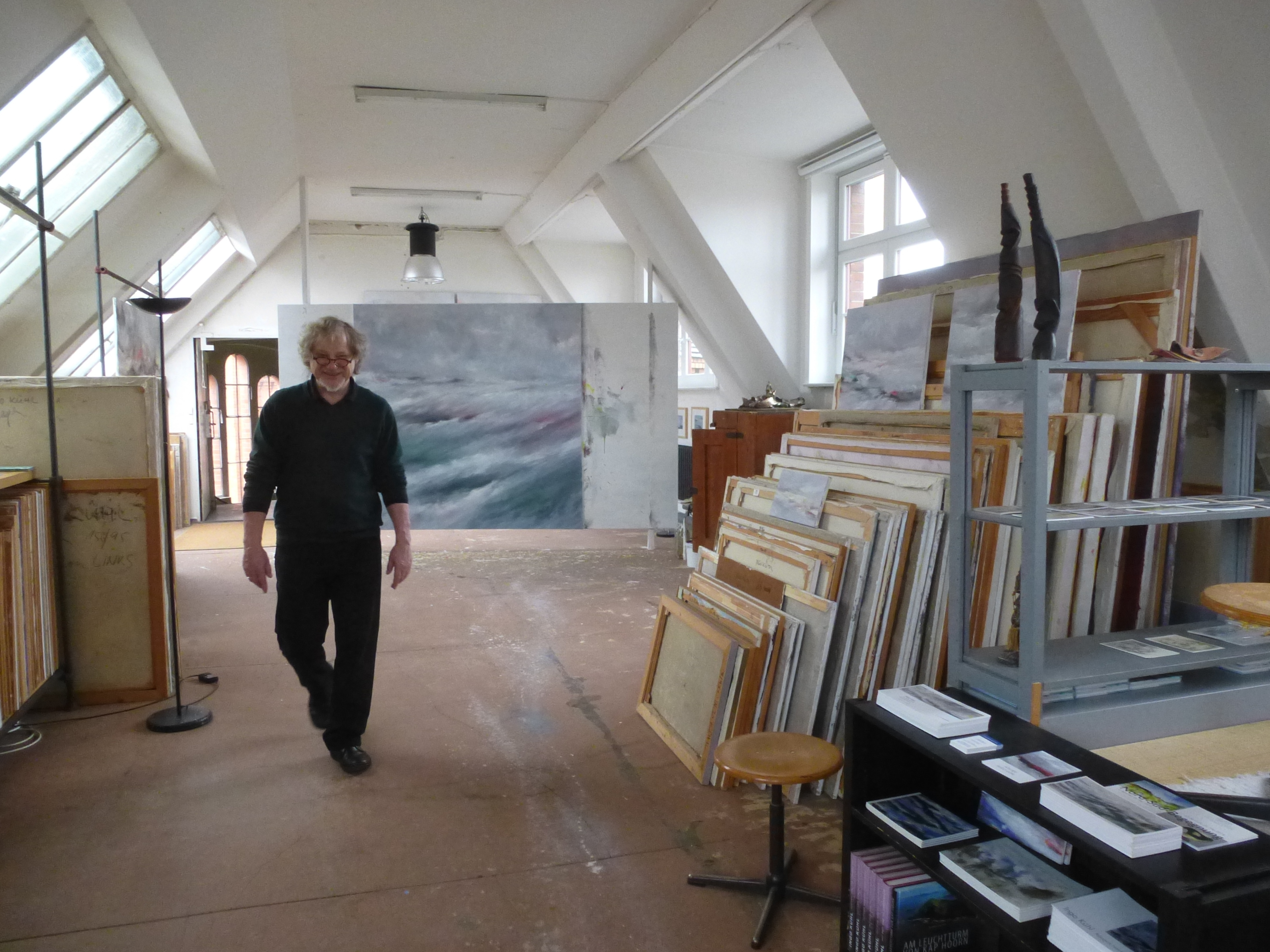
Ingo Kühl in zijn atelier in Berlijn, 2015.